# Cryolophosaurus
Cryolophosaurus ellioti
Genre
Espèce
Cryolophosaurus est un genre éteint de dinosaures théropodes.
Cryolophosaurus ellioti est la seule espèce connue de ce genre. Elle est représentée par le fossile d'un juvénile, découvert en Antarctique en 1991. C. ellioti est le premier théropode trouvé en Antarctique, et l'un des plus grands théropodes du Jurassique inférieur (il y a entre 201,4 et 174,7 millions d'années).

## Étymologie
L'espèce a été nommée en 1994. Le nom du genre, Cryolophosaurus, est construit sur les mots grecs cryos (« glace ») et lophos (« crête ») et sur le mot latin saurus (« lézard ») ; il signifie « lézard à crête de glace ».

## Découverte
L'holotype est un fossile découvert dans la formation de Hanson (mont Kirkpatrick, chaîne Transantarctique). C'est un squelette partiel (os du bassin, fémur, tibia, métatarses, vertèbres, etc.), dont il manque principalement la partie antérieure.

## Description
C. ellioti se caractérise par la présence d'une crête sur le crâne, recourbée vers l'arrière. Il a été surnommé Elvisaurus par les paléontologues, parce que cette crête leur rappelait la coiffure du chanteur Elvis Presley.
Son unique représentant connu, quoique subadulte, mesurait déjà 6 à 7 mètres de long et pesait entre 350 et 465 kilogrammes. Il est daté d'entre 189 et 183 millions d'années.

## Classification
Appartenant aux dinosaures théropodes (groupe comprenant surtout des dinosaures carnivores), Cryolophosaurus est classé par certains scientifiques dans la famille des Sinraptoridés, dont la plupart des parents ont été identifiés en Asie.

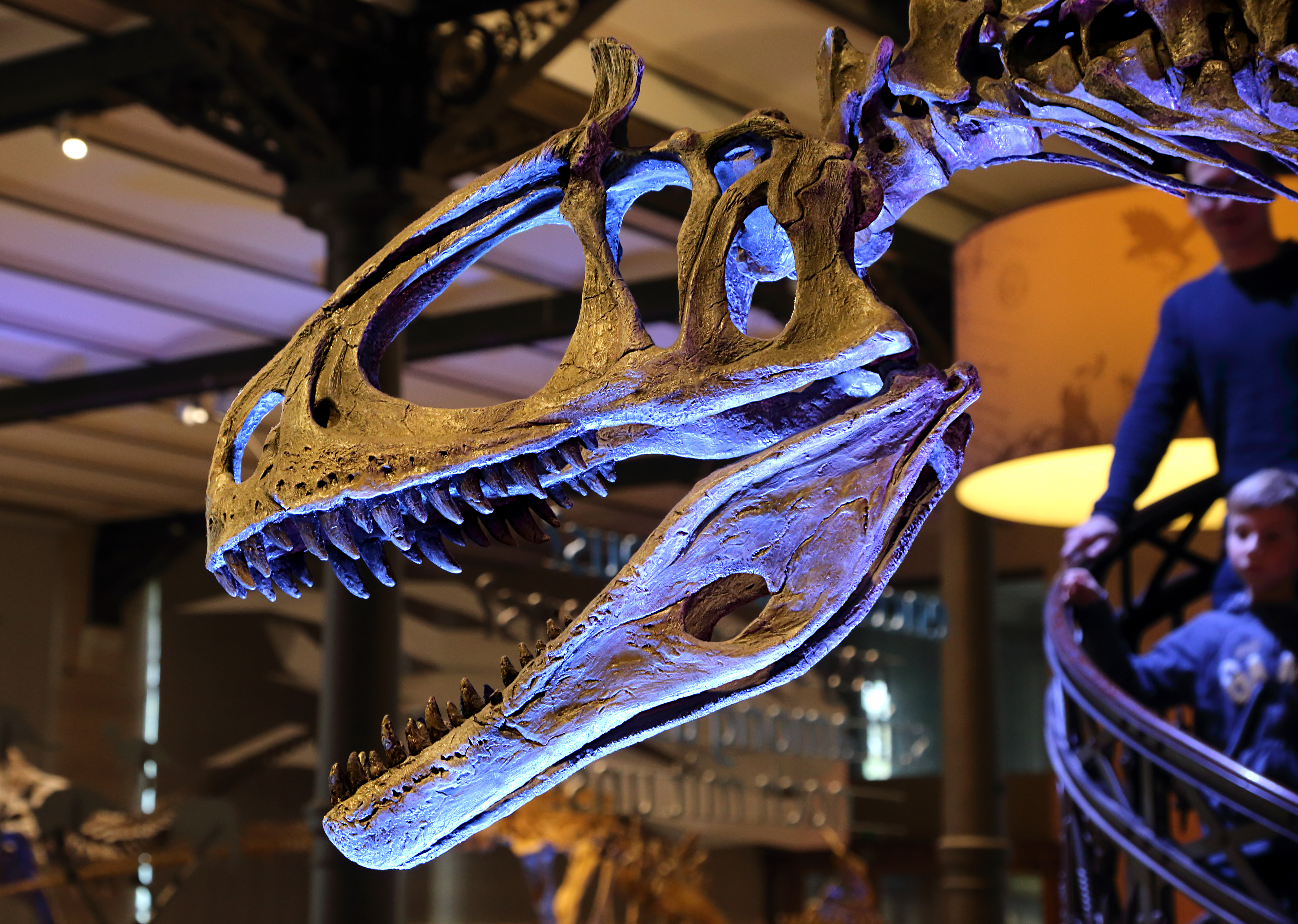
Crâne de Cryolophosaurus ellioti à l'Institut royal des sciences naturelles à Bruxelles.